# Anna Holzscheiter
Anna Holzscheiter (* 1976) ist eine deutsche Politikwissenschaftlerin und Hochschullehrerin. Seit Mai 2019 ist sie Professorin für Internationale Politik an der Technischen Universität Dresden, mit den Forschungsschwerpunkten Internationale Organisationen, Global Governance, globale Gesundheits- und Sozialpolitik, Diskursforschung, Menschenrechte, nichtstaatliche Akteure sowie internationale politische Soziologie.

## Leben
Anna Holzscheiter studierte zwischen Oktober 1996 und September 2001 Politikwissenschaft, Kommunikationswissenschaft und Englischen Philologie an der Ludwig-Maximilians-Universität München. Sie beendete ihr Studium im Dezember 2001 mit einem Master of Arts in International Relations and Political Theory am Center for the Study of Democracy der University of Westminster. Aufgrund ihrer Expertise im Bereich der Globalen Gesundheits- und Menschenrechtspolitik ist sie seit 2003 in unterschiedlichen beratenden Funktionen für Ministerien, Think Tanks und internationale Organisationen tätig gewesen, unter anderem für UNICEF sowie das Deutsche Institut für Menschenrechte. Im März 2006 promovierte sie am Fachbereich Politik- und Sozialwissenschaften der Freien Universität Berlin zum Dr. phil. mit summa cum laude. Von Juli 2006 bis März 2015 war sie wissenschaftliche Mitarbeiterin an der Arbeitsstelle Transnationale Beziehungen, Außen- und Sicherheitspolitik der Freien Universität Berlin. In dieser Zeit war sie zwischen August 2007 und Oktober 2010 Visiting Research Fellow am Department of Public Health & Policy an der London School of Hygiene and Tropical Medicine sowie zwischen September 2014 und August 2015 John F. Kennedy Memorial Fellow am Center for European Studies der Harvard University. Von April 2015 bis April 2019 war sie als Juniorprofessorin für Politikwissenschaft und Internationale Beziehungen an der Freien Universität Berlin tätig und leitete in dieser Zeit zugleich die Forschungsgruppe Globale Gesundheitspolitik der FU Berlin und des Wissenschaftszentrums Berlin für Sozialforschung. Im Oktober 2016 und 2018 war sie als Gastprofessorin an der LUISS Università Guido Carli in Rom tätig.
Seit 1. Mai 2019 hat Anna Holzscheiter die Professur für Politikwissenschaften mit Schwerpunkt Internationale Politik an der Philosophischen Fakultät der Technischen Universität Dresden inne.

## Auszeichnungen
- 1999–2001 und 2002–2006: Stipendiatin der Studienstiftung des deutschen Volkes
- 2007: Ernst-Reuter-Preis der Freien Universität Berlin für die beste Dissertation in den Sozialwissenschaften
- 2007–2010: Postdoc-Forschungsstipendium der Deutschen Forschungsgemeinschaft für einen Aufenthalt an der London School of Hygiene and Tropical Medicine
- 2014–2015: John F. Kennedy Memorial Fellowship der Harvard University, gefördert durch den DAAD und das Center for European Studies der Harvard University
- 2024–2025: Visiting Professor, Department of International Relations, London School of Economics and Political Science

## Schriften (Auswahl)
- zusammen mit Nigel Cantwell: A Commentary on the United Nations Convention on the Rights of the Child: Article 20 – Children Without Parental Care. Martinus Nijhoff, Den Haag
- Children’s Rights in International Politics. The Transformative Power of Discourse. Palgrave Macmillan, Basingstoke